# Jaume Rovira (compositor)
Jaume Rovira fou mestre de capella i organista de la Catedral-Basílica del Sant Esperit de Terrassa entre 1667 i 1668.